# Jens Wilken Hornemann

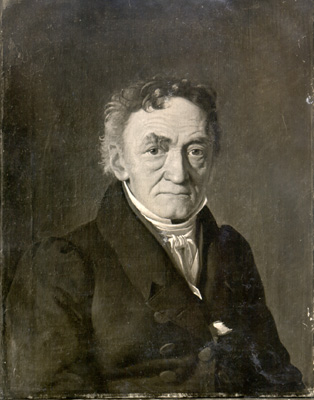
Jens Wilken Hornemann (1830)

Jens Wilken Hornemann (* 6. März 1770 in Marstal; † 30. Juli 1841 in Kopenhagen) war ein dänischer Botaniker, der nach dem Tod von Martin Vahl die Flora Danica herausgab. Sein offizielles botanisches Autorenkürzel lautet „Hornem.“

## Leben
Hornemann war ab 1801 Dozent am Botanischen Garten der Universität Kopenhagen. Nach dem Tod von Martin Vahl übernahm er die weitere Herausgabe der Flora Danica mit den Faszikeln 22 bis 39, die bis 1840 die Zahl von 1080 Tafeln (und damit Pflanzenbeschreibungen) umfasste. Ab 1808 hatte er die Professur für Botanik inne, ab 1817 war er auch Direktor des Botanischen Gartens in Kopenhagen.

## Ehrungen
Die Gattung Hornemannia wurde von Willdenow ihm zu Ehren benannt, ist jedoch synonym zu Mazus und Lindernia. Auch in Artepitheta, wie Carduelis hornemanni oder Epilobium hornemannii, wird an ihn erinnert. Der Pilz Stropharia hornemannii wurde 1934 nach ihm benannt. 1813 wurde Hornemann Mitglied der Königlich Dänischen Akademie der Wissenschaften, 1815 korrespondierendes Mitglied der Königlich Schwedischen Akademie der Wissenschaften, 1816 wurde er zu deren auswärtigem Mitglied ernannt. 1815 wurde er zum Ritter des Dannebrogordens ernannt. Im Jahr 1818 wurde er zum Mitglied der Leopoldina gewählt.

## Verschiedenes
Hans Christian Andersen, der Hornemann häufig in Kopenhagen besuchte, nahm ihn als Vorbild für den Botanik-Professor, der in dem Märchen Die Blumen der kleinen Ida (1835) das Verhalten der Pflanzen zu deuten weiß. Hornemanns Neffe, der Botaniker Johan Martin Christian Lange, war ebenfalls mit Andersen bekannt.